# Sainte-Marie-du-Lac
Pour les articles homonymes, voir Sainte-Marie.
Ancienne commune de la Marne, située sur la rive nord du Lac du Der-Chantecoq, la commune de Sainte-Marie-du-Lac a existé de 1966 à 1969. 
Elle a été créée en 1966 par la fusion des communes de Blaise-sous-Hauteville et Les Grandes-Côtes. 
En 1969, elle a fusionné avec la commune de Nuisement-aux-Bois pour former la nouvelle commune de Sainte-Marie-du-Lac-Nuisement.
Le maire actuel est Monsieur Luc Jennepin.